# Belle & Sebastian (2013)
Belle & Sebastian (Originaltitel: Belle et Sébastien) ist ein französischer Spielfilm von Nicolas Vanier aus dem Jahr 2013. Er spielt in einem kleinen Dorf in den französischen Alpen und erzählt von der Freundschaft zwischen dem Waisenjungen Sebastian und der wildlebenden Hündin Belle. Die Grundlage bildet der Roman Belle et Sébastien von Cécile Aubry.
Die Geschichte wird episodenhaft mit einigen Zeitsprüngen erzählt, beginnt im Sommer 1943 und endet im folgenden Winter.

## Handlung
Der alte Schäfer César und der etwa achtjährige Sebastian, der César als seinen Großvater betrachtet, retten in der einleitenden Szene ein verwaistes Gämskitz von einem Felsvorsprung. Sie sind auf der Suche nach „der Bestie“, die nach allgemeiner Überzeugung in letzter Zeit viele Schafe gerissen hat. Gesehen hat sie noch keiner, doch weiß man, dass es sich um einen großen Hund handelt, der von seinem Besitzer misshandelt wurde und nun wild lebt.
Das kleine Bergdorf Saint Martin, in dem Sebastian bei Césars Nichte Angelina wohnt, hat schwer unter der deutschen Besatzung zu leiden, die zu ihrer Versorgung bedeutende Lebensmittellieferungen fordert und gelegentlich auch abgelegene Höfe plündert. Vor allem aber wissen die Deutschen, dass aus dem Dorf jüdische Flüchtlinge übers Gebirge in die nahe Schweiz gebracht werden. Sie wollen die Fluchthelfer ermitteln und festnehmen, haben dabei jedoch keinen Erfolg, da die Zeiten ihrer Inspektionsgänge den Fluchthelfern bekannt zu sein scheinen.
Kurz darauf lernt Sebastian auf seinen Streifzügen durchs Gebirge „die Bestie“ in Gestalt einer großen Pyrenäenberghündin kennen, die zunächst sehr scheu ist, aber bald Vertrauen zu ihm fasst. Er beobachtet sie mit Schafherden und einzelnen Schafen zusammen und erkennt schnell, wie fürsorglich sie mit Schafen umgeht, doch ist ihm auch klar, dass ihm das niemand glauben wird und er die Hündin vor den Männern des Dorfes in Sicherheit bringen muss. So zeigt er ihr die von César aufgestellten Fallen und führt sie zu einer einsamen Berghütte, die er als sein persönliches Refugium betrachtet, wo sie sich verstecken kann. Er nennt sie Belle („die Schöne“). Sie verbringen die gesamten Sommertage miteinander im Gebirge.
Als der mutige Sebastian mit zwei deutschen Soldaten in Konflikt gerät, kommt Belle ihm zu Hilfe und verletzt einen der Soldaten. Dadurch wird die geheime Freundschaft zwischen Belle und Sebastian allgemein bekannt und zu einem politischen Problem. Der Bürgermeister, weiterhin davon überzeugt, dass der Hund gefährlich ist, organisiert unter dem Druck des deutschen Kommandanten eine Treibjagd, um die Hündin zu töten und damit auch Sebastian zu schützen. Das bringt César, der Sebastian sehr liebt, in einen Gewissenskonflikt, doch da auch er Belle für unberechenbar hält, hintergeht er Sebastian. Belle wird in die Enge getrieben und angeschossen, kann jedoch in der Dunkelheit entkommen. Sebastian ist von Césars Verhalten so tief verletzt, dass er mit ihm kein Wort mehr spricht. Am nächsten Tag findet er Belle noch lebend in der kleinen Berghütte vor und pflegt sie mit den ihm bekannten Hausmitteln. Doch da sie auch hohes Fieber hat, muss er den Dorfarzt Guillaume hinzuziehen und setzt ihn mit der Drohung unter Druck, anderenfalls verrate er ihn an die Deutschen – dass Guillaume der Bergführer der Flüchtlinge ist, hat er längst selbst gesehen.
Später, schon im Winter, werden die Schafe im Bergstall von hungrigen Wölfen umlagert und brechen in Panik aus dem Stall aus. Guillaume, gerade wieder mit einer jüdischen Familie auf einer Fluchtpassage in den Bergen, versucht die Schafe zu schützen, wird jedoch dabei am Bein verletzt. Belle kommt hinzu, vertreibt gemäß ihrer angeborenen Funktion als Herdenschutzhund die Wölfe und rettet dann den verletzten Guillaume, indem sie ihn auf seinem Schlitten ins Dorf zieht. Nun sind alle davon überzeugt, dass Belle freundlich ist und die gerissenen Schafe auf das Konto der Wölfe gehen.
Sebastian, dem immer gesagt wurde, hinter den Bergen liege Amerika und von dort werde seine Mutter bald zu Besuch kommen, erfährt, dass das nicht stimmt, worauf César ihm die Wahrheit sagt: Sebastians Mutter, eine Zigeunerin, wurde hochschwanger von César in den Bergen aufgefunden und in der Berghütte in Sicherheit gebracht, starb aber bald nach der Entbindung, worauf César das Baby als seinen Sohn annahm und Angelina anvertraute.
Da der verletzte Guillaume die Flüchtlinge nicht mehr führen kann, übernimmt Angelina, doch schon am nächsten Tag werden sie von einem Deutschen verfolgt, der ihnen laut zuruft, stehenzubleiben. Seine Rufe lösen eine Schneelawine aus, der die Flüchtlinge knapp entkommen. Sebastian und César sehen die Lawine abgehen und eilen zu Hilfe. Belle gräbt den verschütteten Deutschen aus – es ist Leutnant Peter –, der den Treck gerade noch warnen kann: heute werde der Pass außerplanmäßig kontrolliert. Daraus erkennt Angelina, dass er Guillaumes Kontaktmann war. Da der zweite mögliche Weg durch die Lawine versperrt wurde, bleibt nur noch eine besonders gefährliche hohe Passage über verschneite Gletscherspalten. Sebastian überzeugt Angelina davon, dass Belle die Spalten finden werde, und sie nehmen diesen Weg.
Als sie nach vollbrachter Überquerung die Flüchtlinge dem Schweizer Bergführer übergeben, teilt Angelina Sebastian mit, sie werde mit ihnen und dann weiter nach England gehen, um von dort aus im Kampf gegen die Deutschen zu helfen. Sie verabschieden sich voneinander und Sebastian macht sich mit Belle allein an den Abstieg ins Dorf.

## Kritiken
Der Filmdienst lobt den „spannende[n] Abenteuerfilm“, der „mit stillen, eindrucksvollen Bildern von der Reifung des Jungen“ erzähle und mit „majestätischen Landschaftsaufnahmen“ besteche sowie die Handlung gelungen in die Zeit des Zweiten Weltkriegs verlagere.

## Fortsetzungen
2015 wurde die erste Fortsetzung mit dem Titel Sebastian und die Feuerretter veröffentlicht, der 2017 Belle & Sebastian – Freunde fürs Leben folgte, wieder mit Félix Bossuet und Tchéky Karyo in den Hauptrollen.